# Tapinoma ramulorum
Tapinoma ramulorum este o specie de furnică din genul Tapinoma. Descrisă de  Emery în 1896, specia este endemică în Costa Rica și Trinidad și Tobago.